# Biserica de lemn Sf. Dumitru din Răzoare

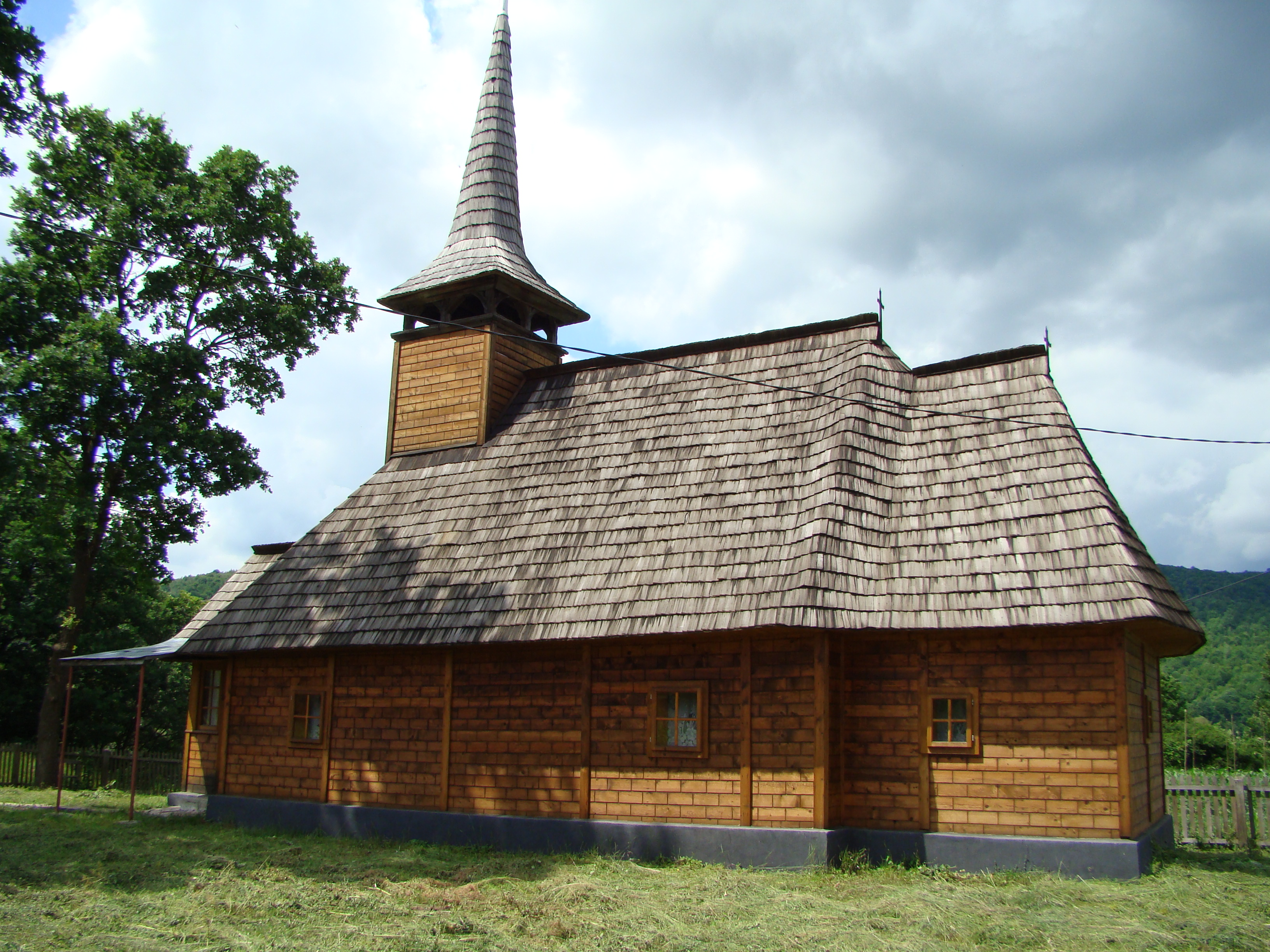
Biserica de lemn Sfântul Dumitru, localitatea Răzoare, oraș Târgu Lăpuș, județul Maramureș, foto: iunie 2009.

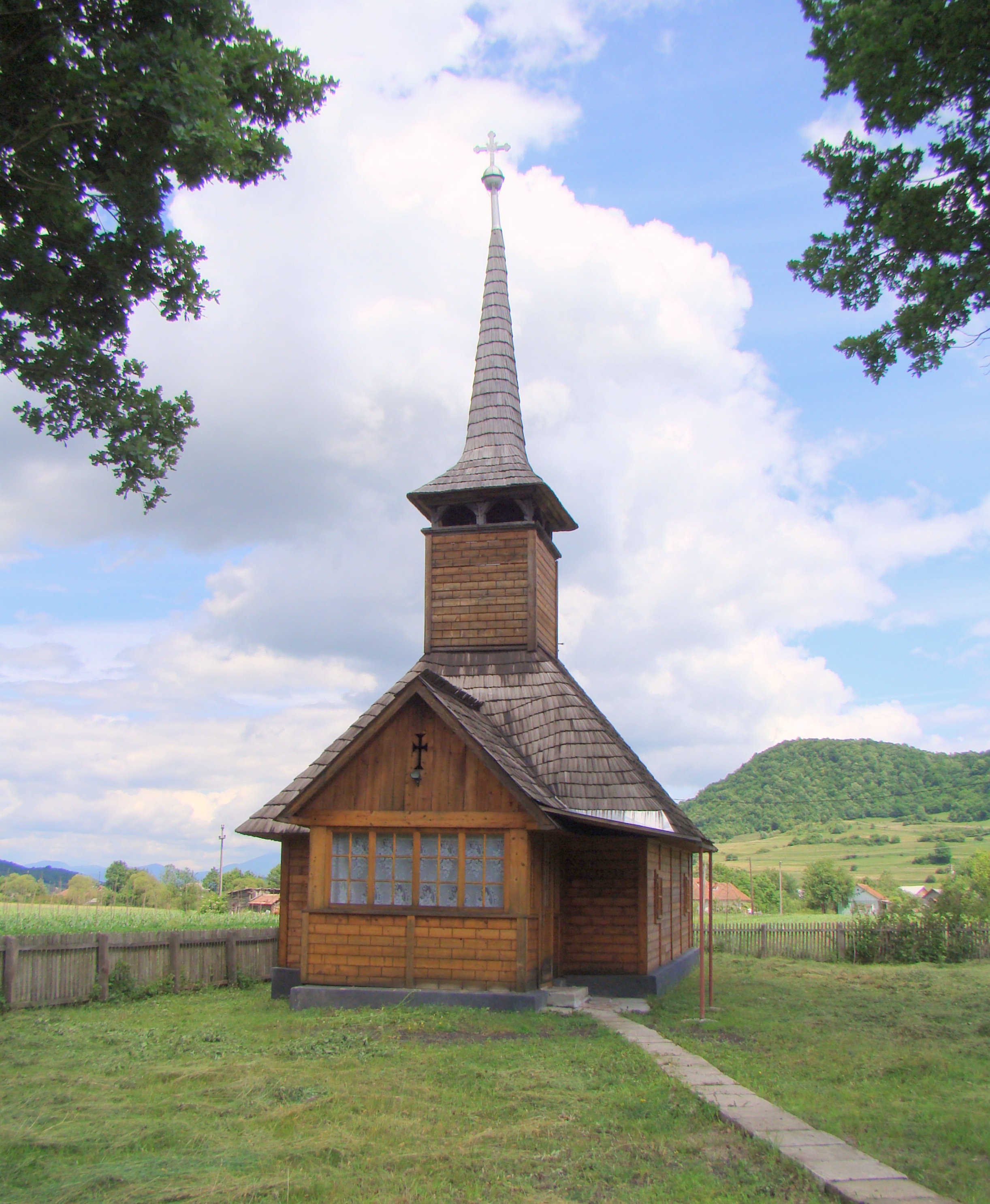
Biserica (vest)

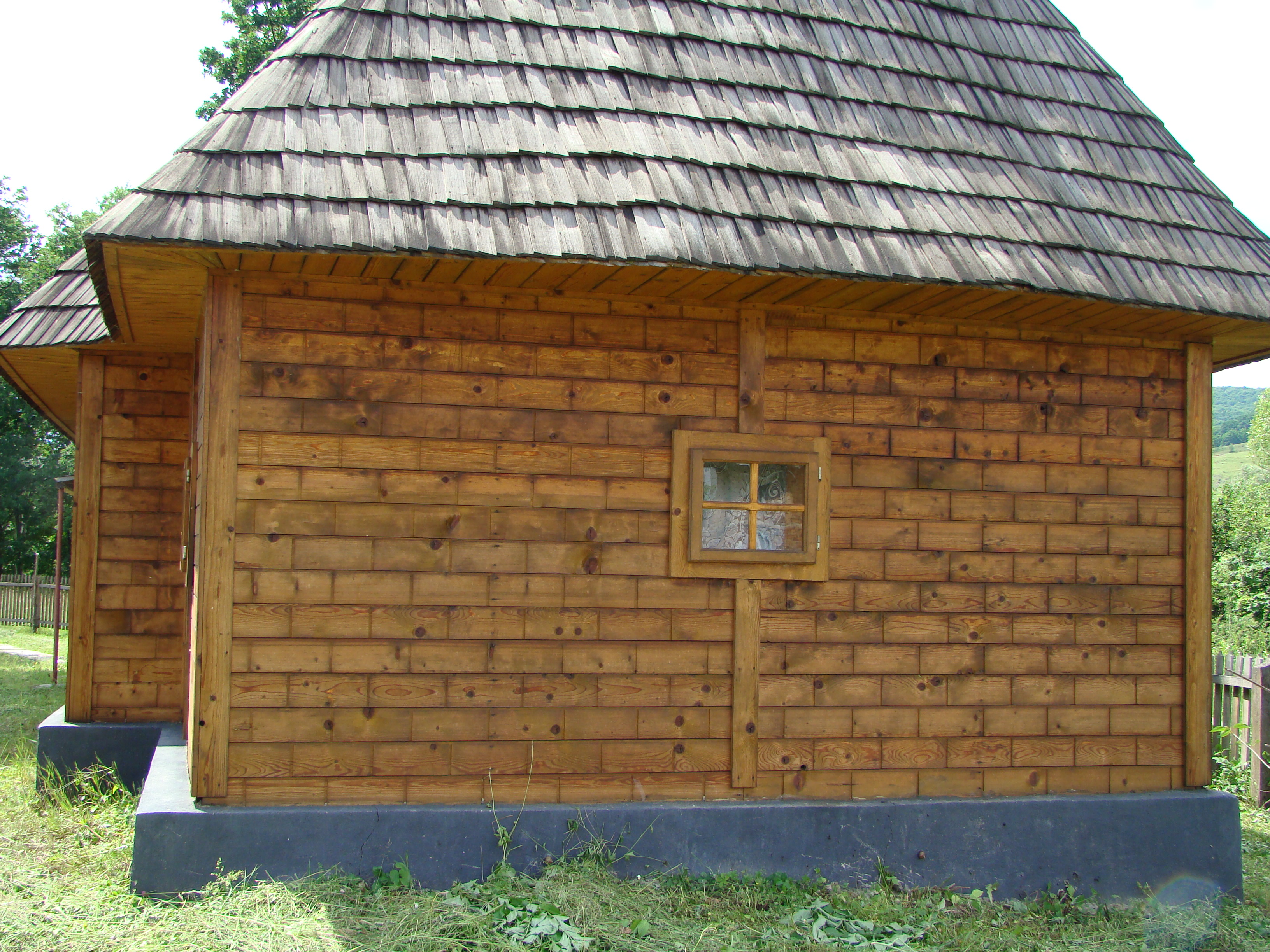
Absida altarului

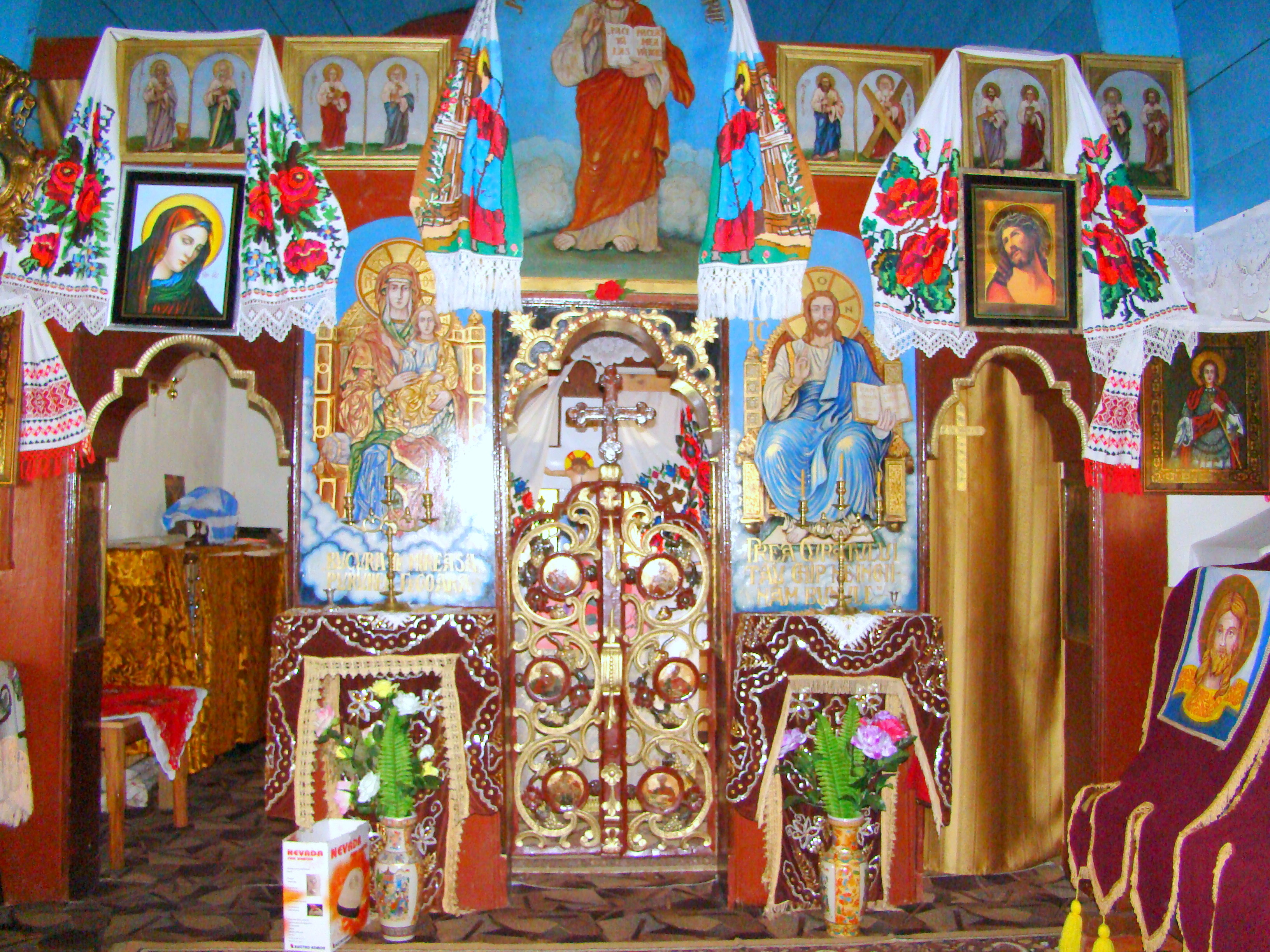
Iconostasul

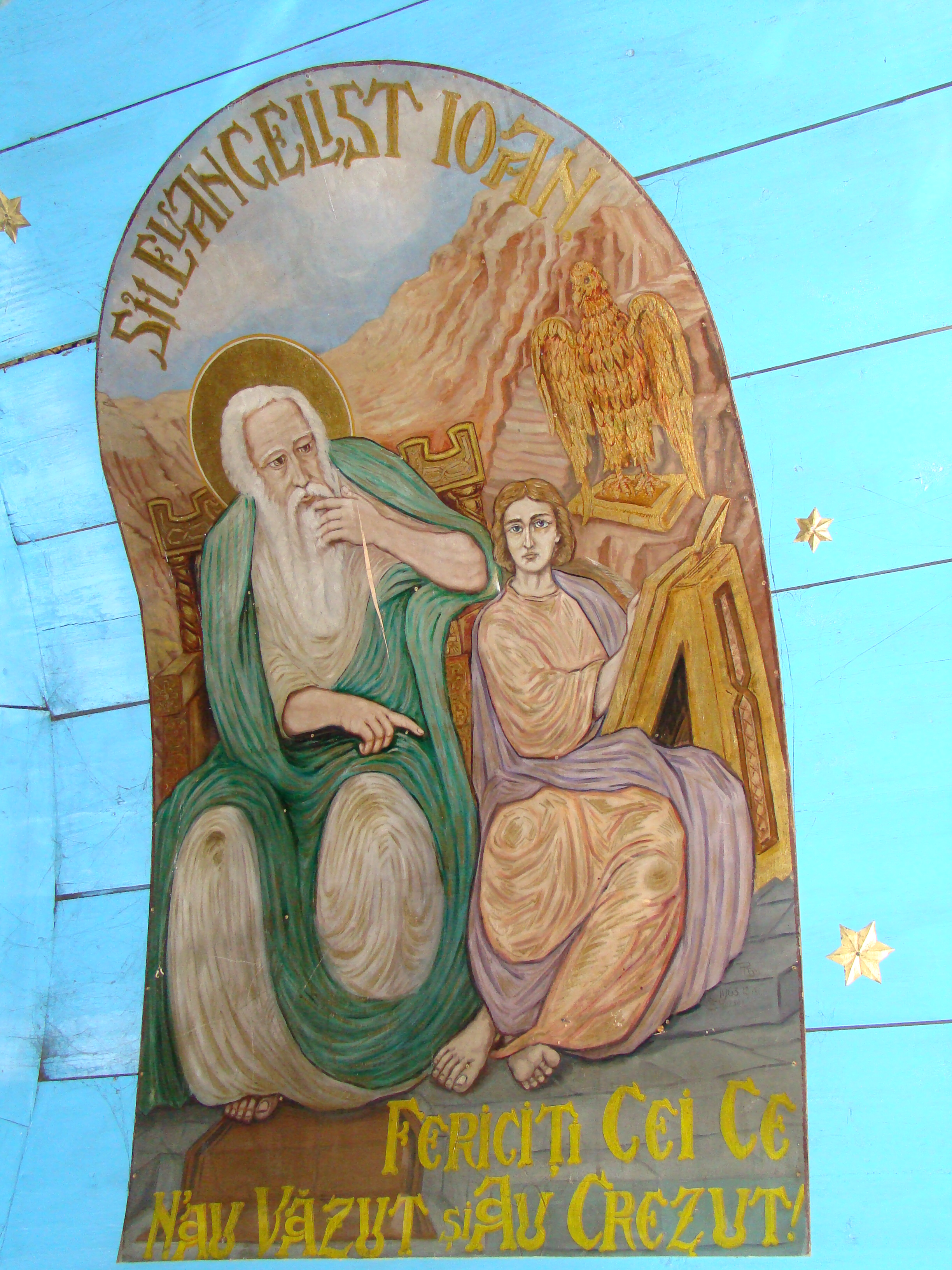
Ioan evanghelistul

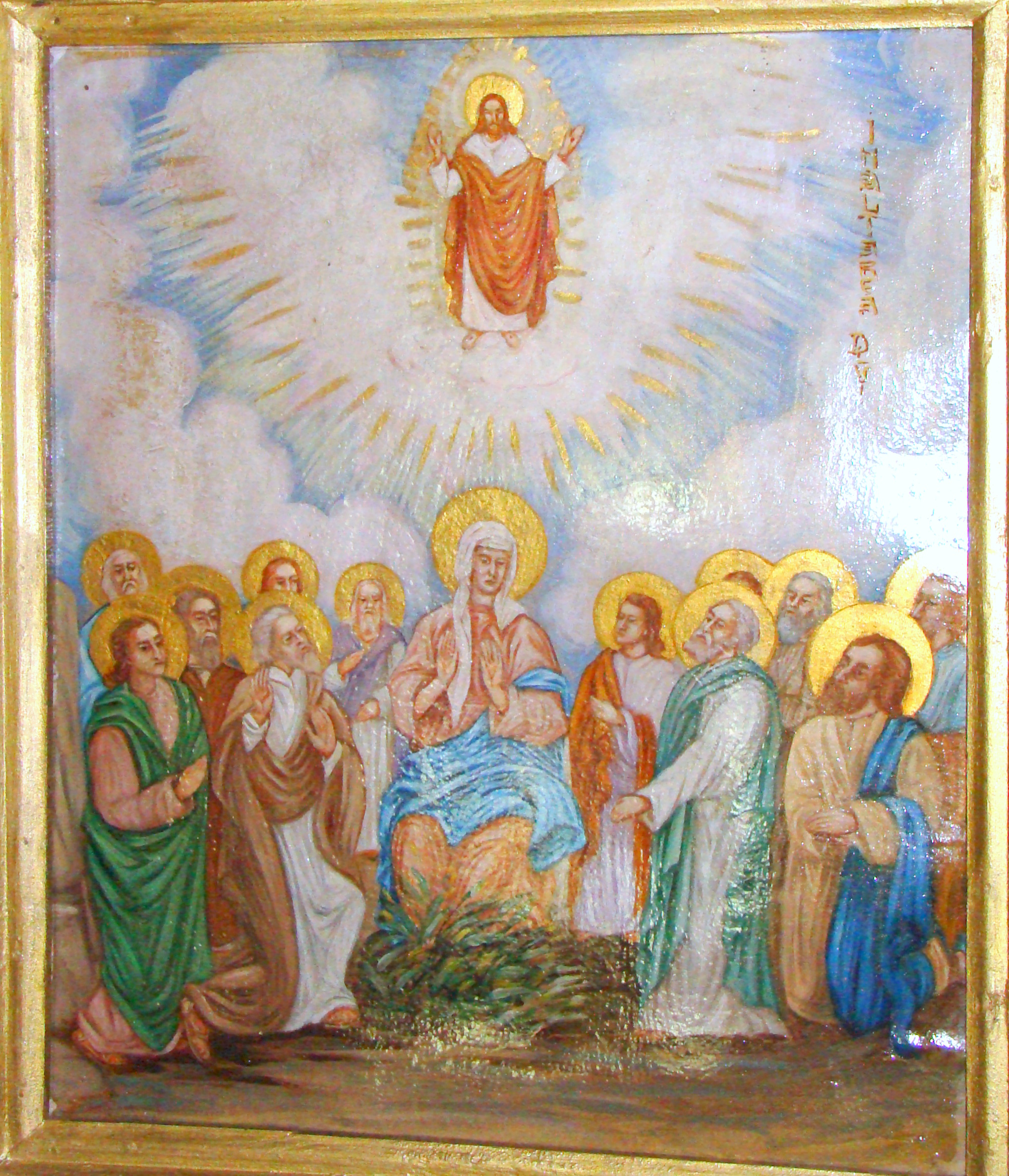
Soborul Maicii Domnului

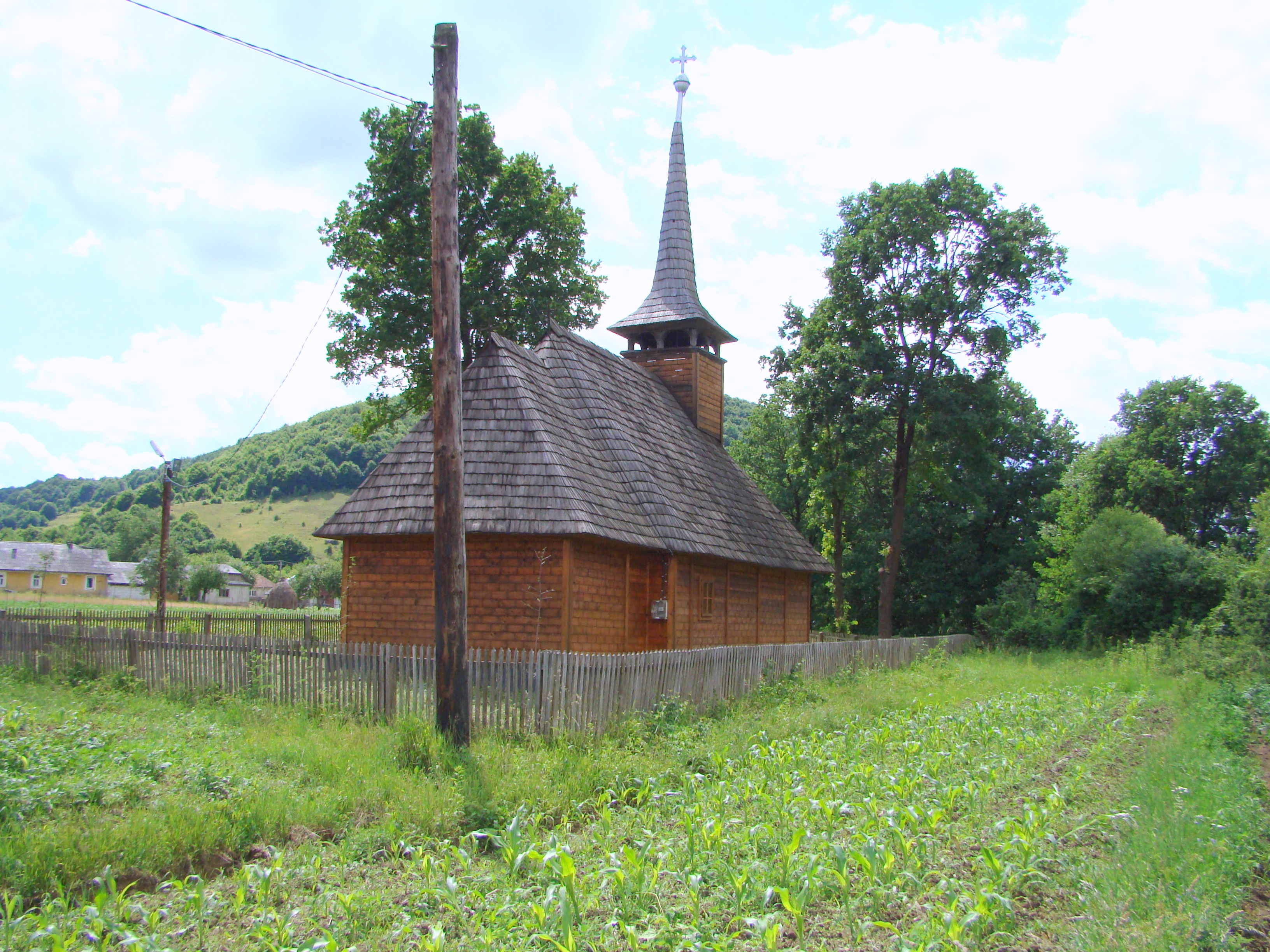
Biserica şi împrejurimile

Biserica de lemn „Sfântul Dumitru” se află în localitatea Răzoare, din județul Maramureș. Ea datează din secolul XVIII. Biserica se află pe lista a monumentelor istorice sub codul LMI: cod LMI MM-II-m-B-04611.

## Istoric și trăsături
Biserica de lemn „Sfântul Dumitru” din Răzoare a fost ridicată, probabil, în prima jumătate a secolului XVIII. A fost „îmbrăcată” în lemn în partea exterioară și în lambriuri de lemn, până la jumătatea pereților, în interior. Acoperișul are învelitoare de draniță, turnul-clopotniță cu foișor are coiful tronconic terminat cu o cruce simplă metalică. Planimetria bisericii este de tip navă, cu pridvor închis, pronaos, naos și altar rectangular decroșat. Pridvorul este închis, cu ferestre, frontal și lateral. Pereții pronaosului sunt zugrăviți în alb, de la jumătate în sus și sunt împodobiți cu icoane înrămate și șterguri cu motive tradiționale.
Naosul are pereții zugrăviți în alb, de la jumătate până la bolta semicilindrică și acoperiți cu icoane și șterguri tradiționale. Pe boltă,  îm colțuri, sunt zugrăviți Evangheliștii, iar la apogeu este reprezentat „Iisus Pantocrator”, în medalion circular.
Ușile împărătești sunt decorate cu motivul viței de vie și cu medalioane reprezentând chipuri de sfinți. De o parte și alta a ușilor împărătești se află „Maica Domnului cu Pruncul” și „Iisus pe tron”. În altar pereții sunt zugrăviți în alb, iar bolta, din scânduri, este zugrăvită în albastru deschis cu stele aurii. În apogeul bolții sunt zugrăvite chipuri de sfinți.

## Imagini din exterior

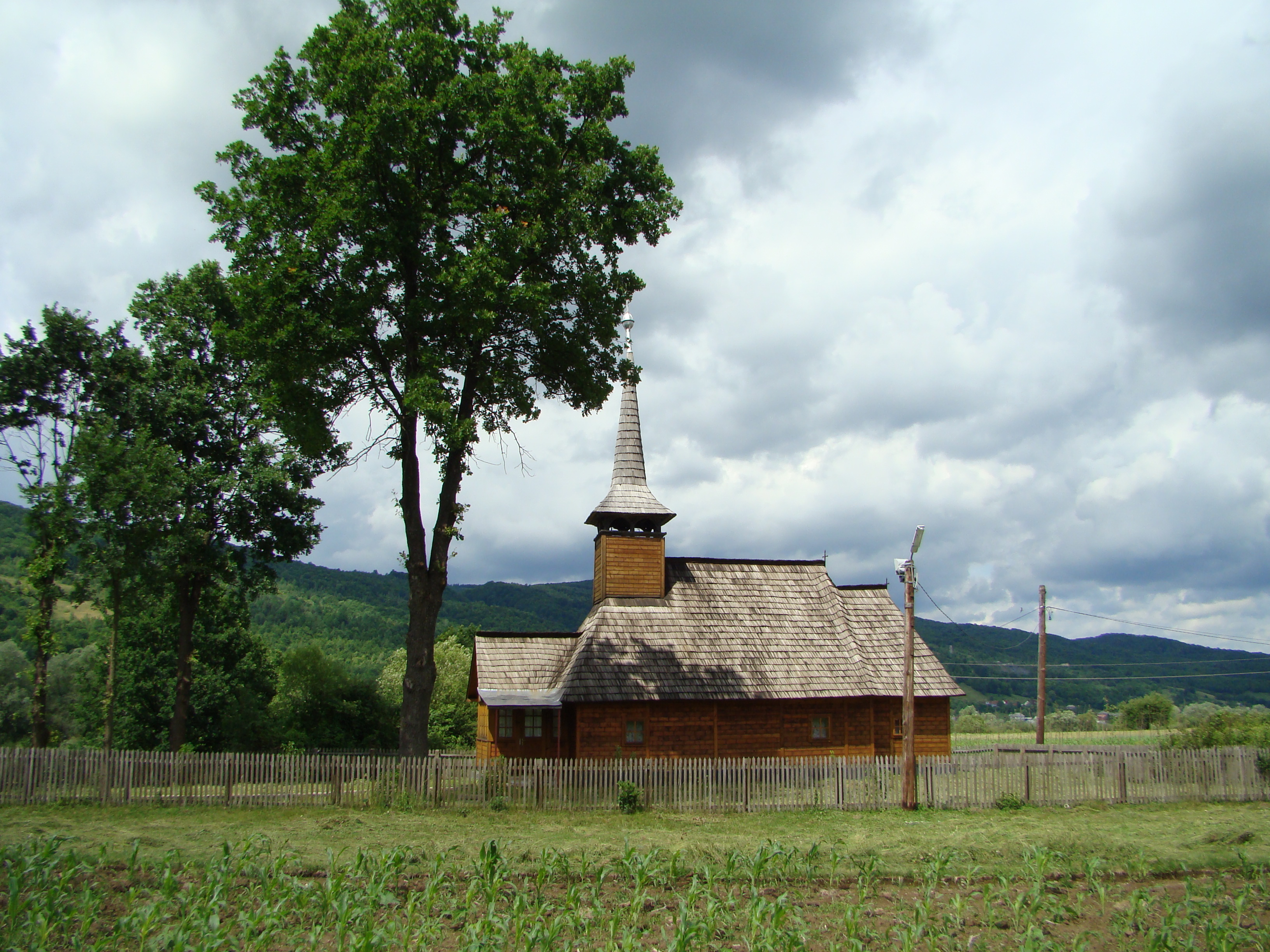
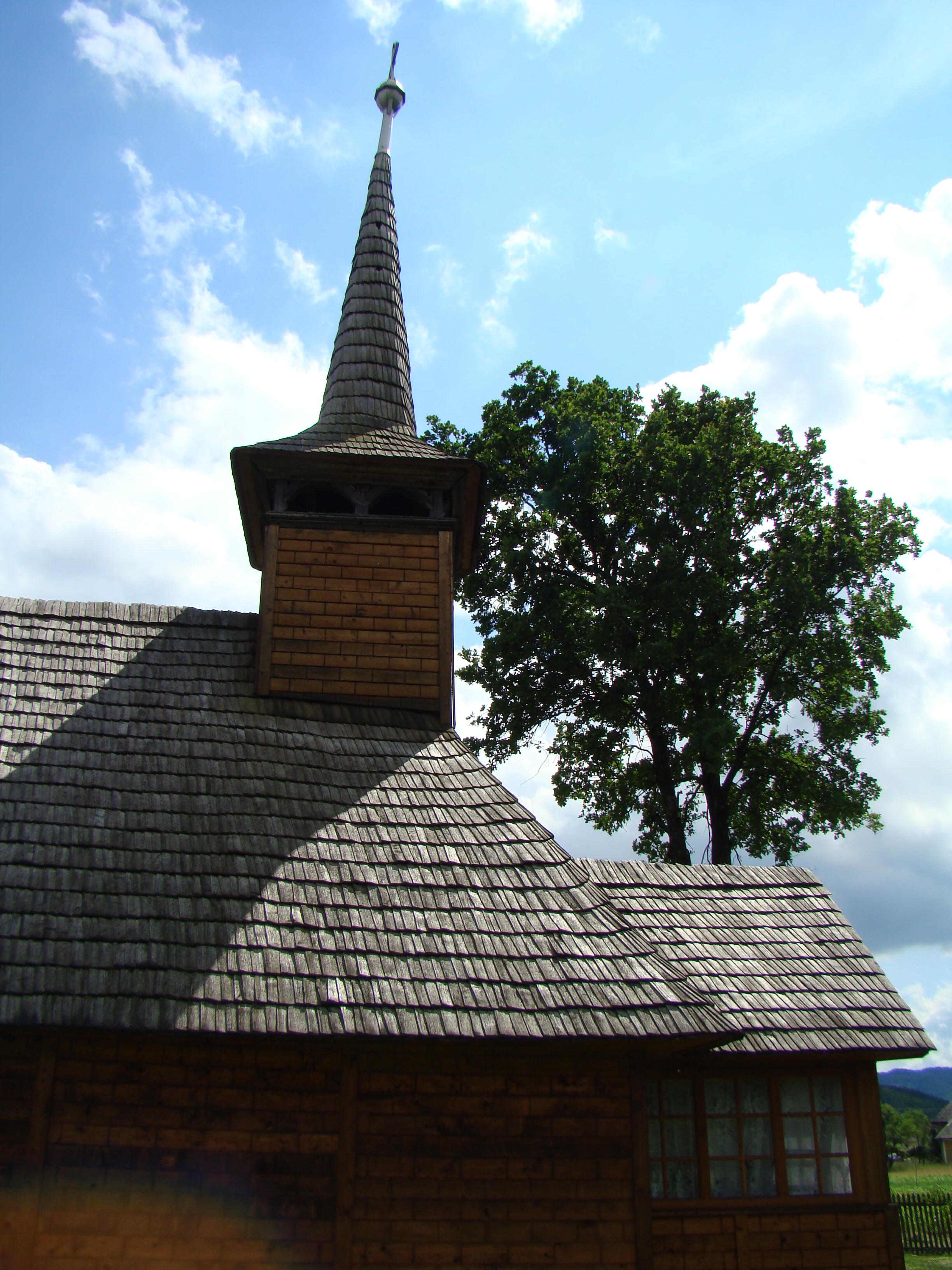
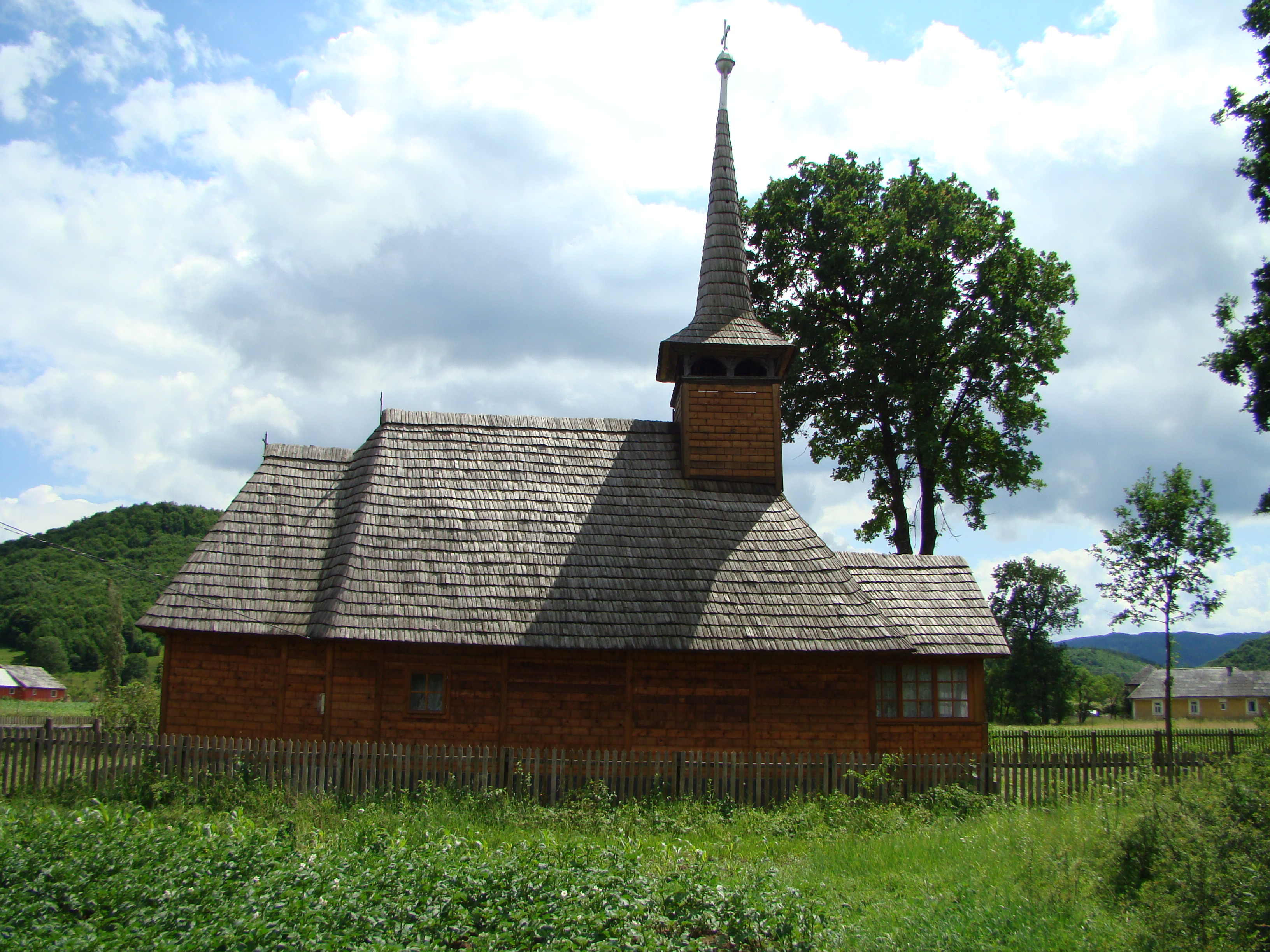
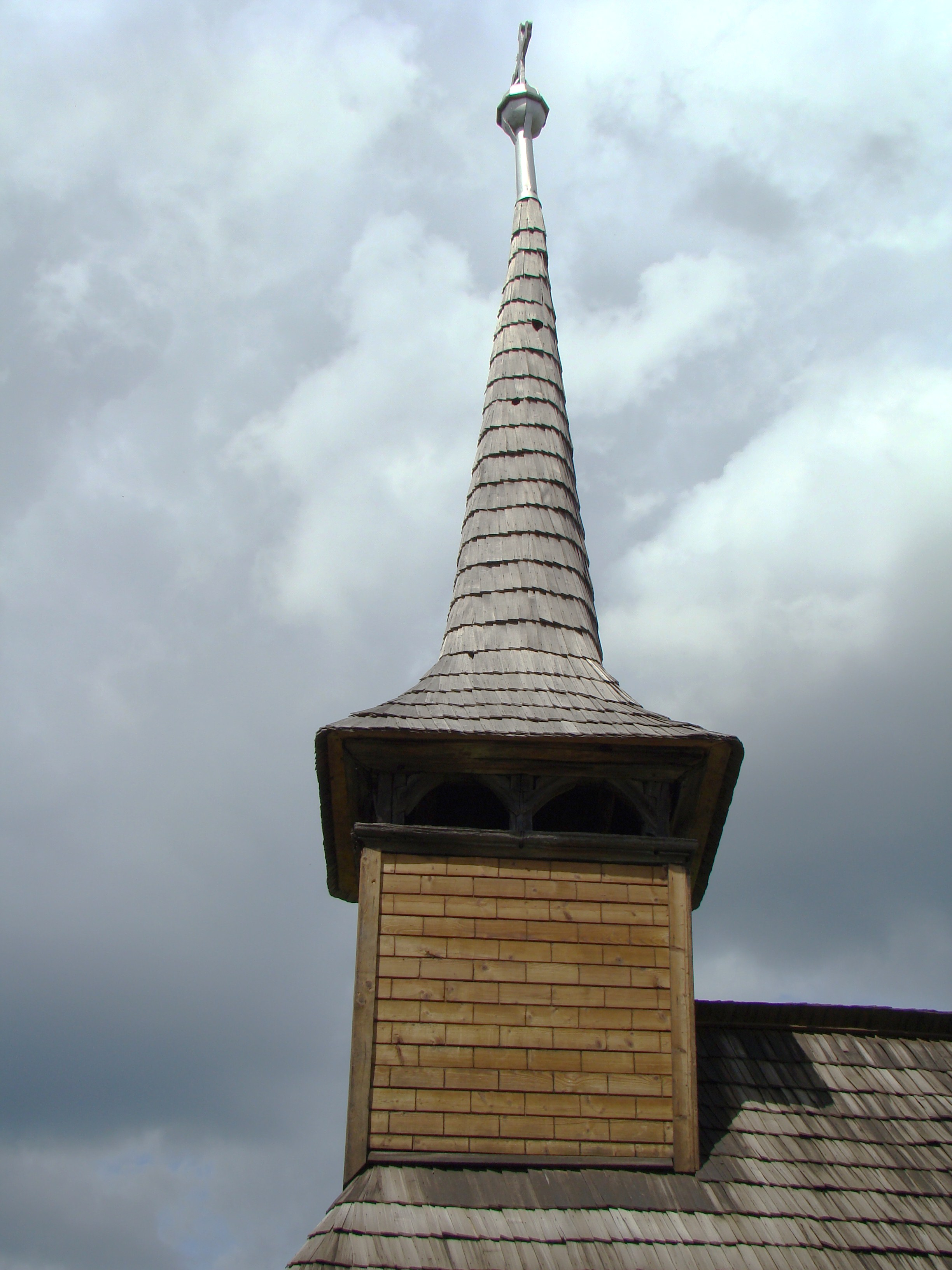
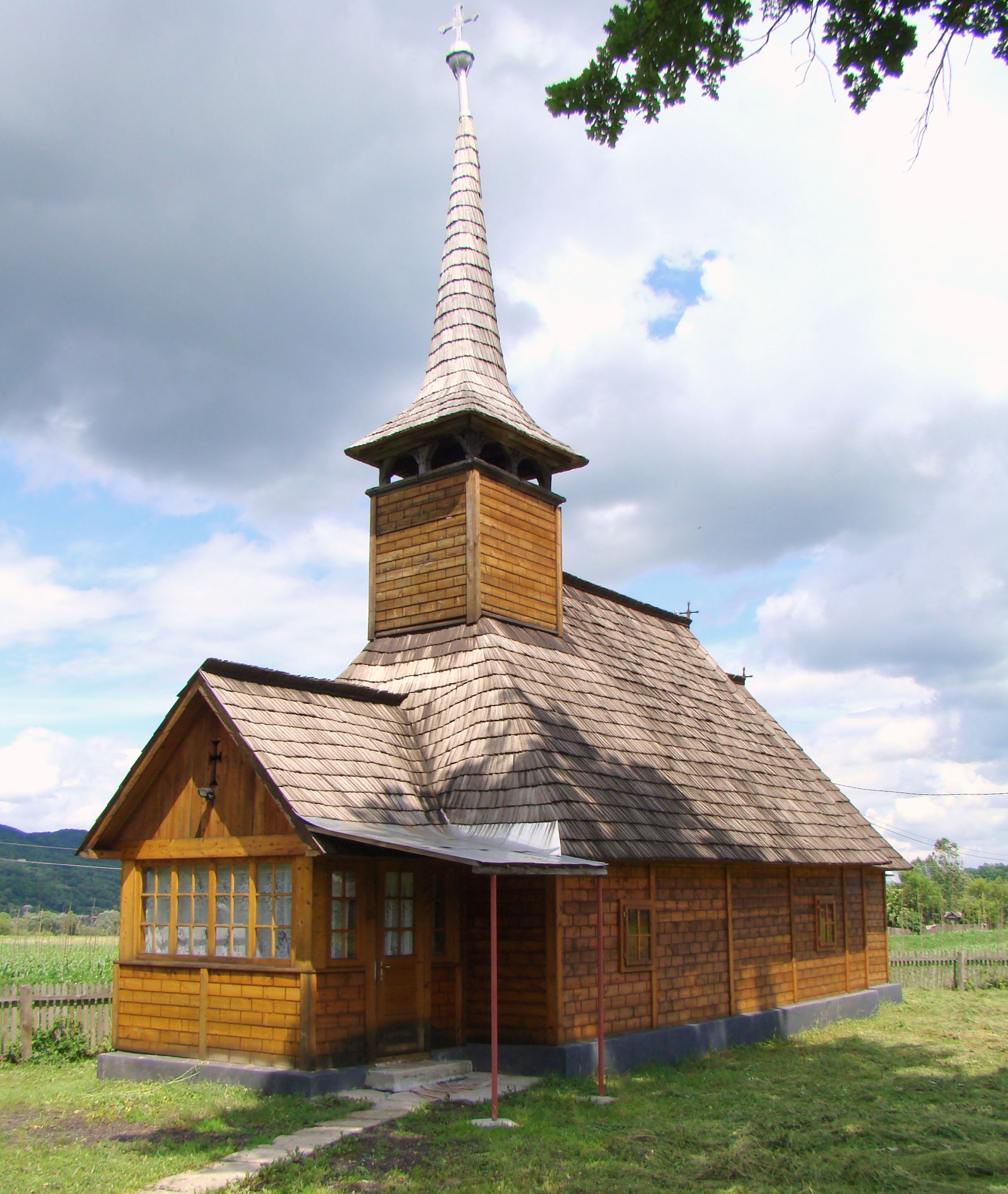
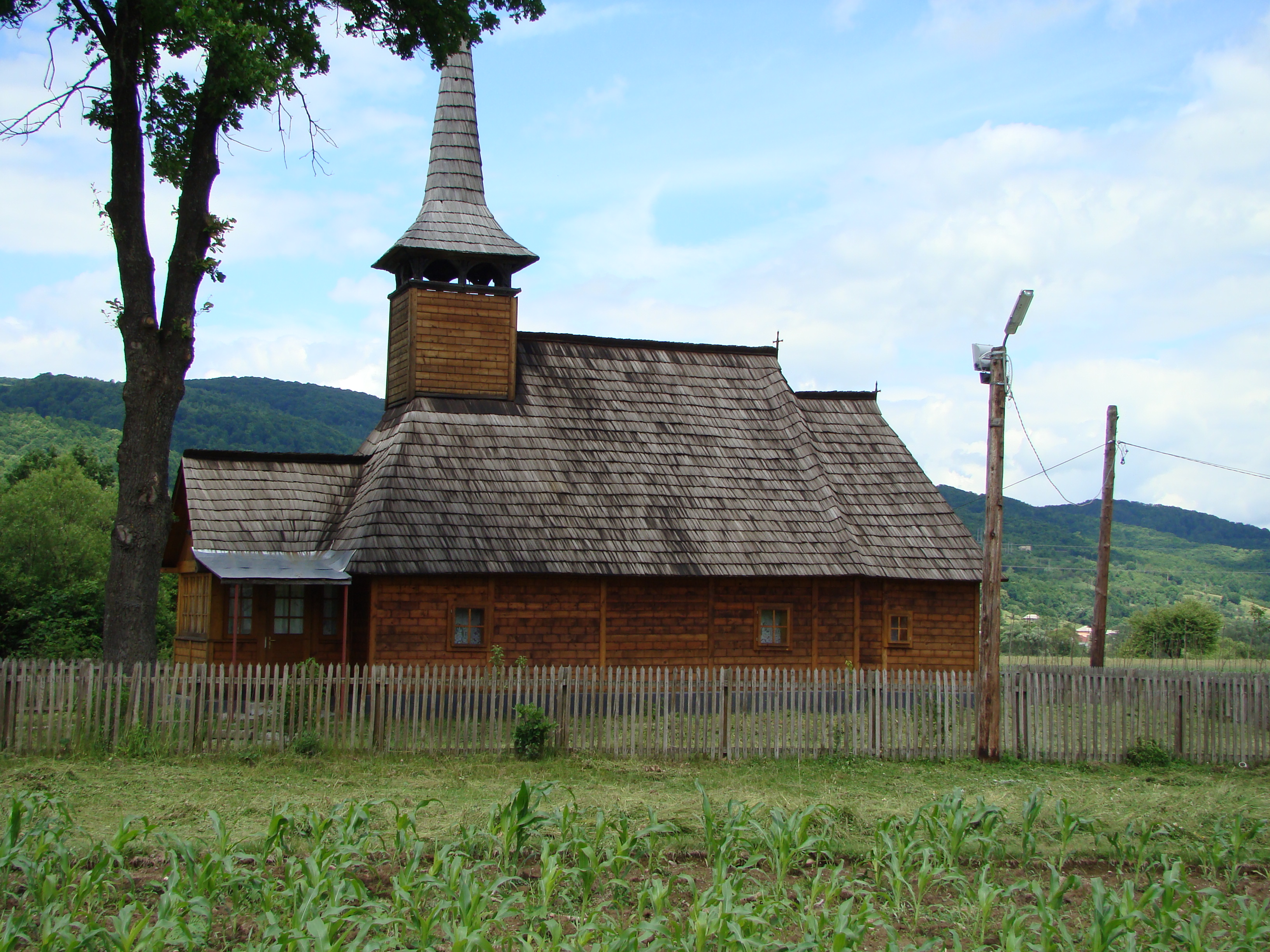

## Imagini din interior

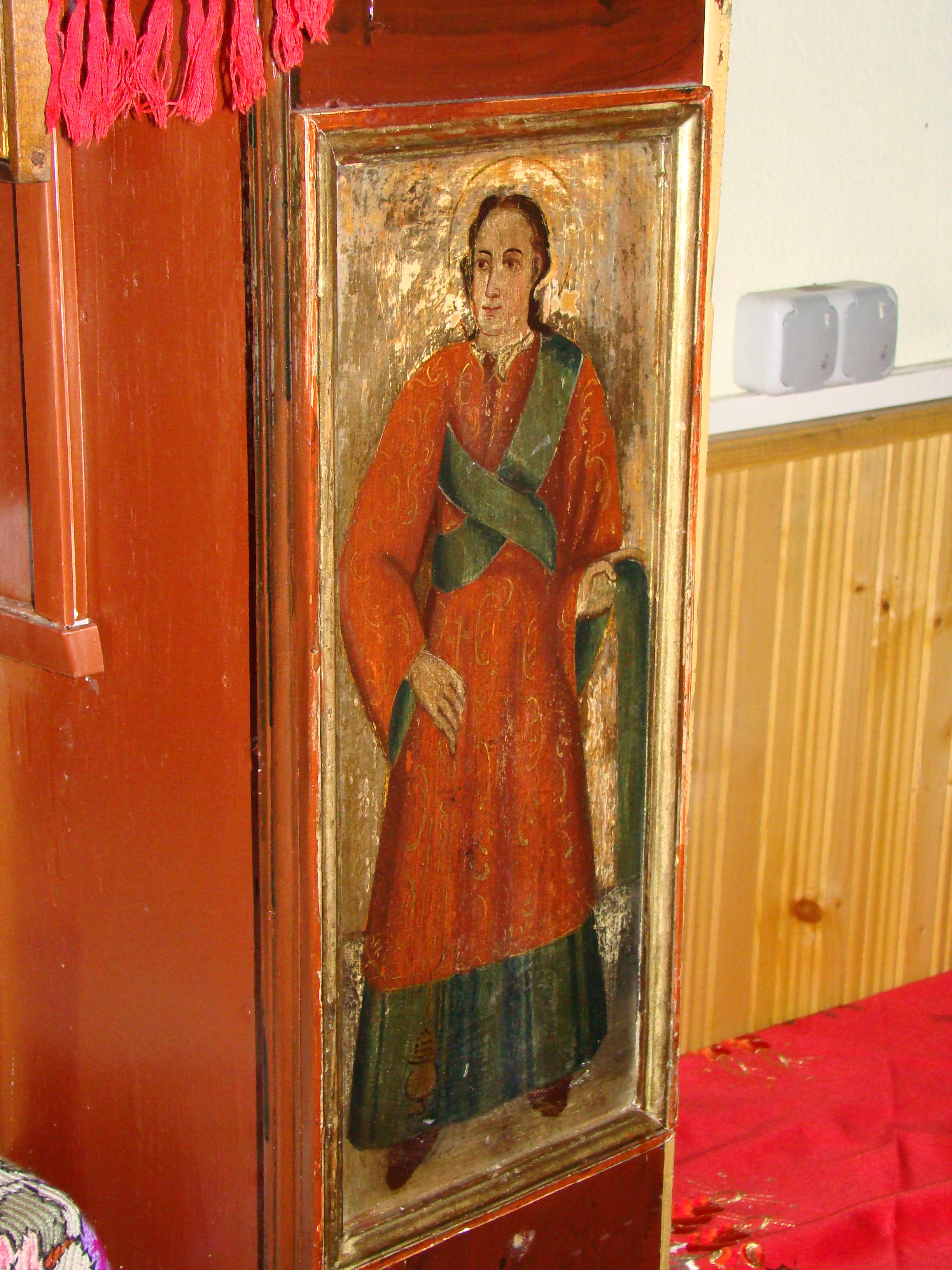
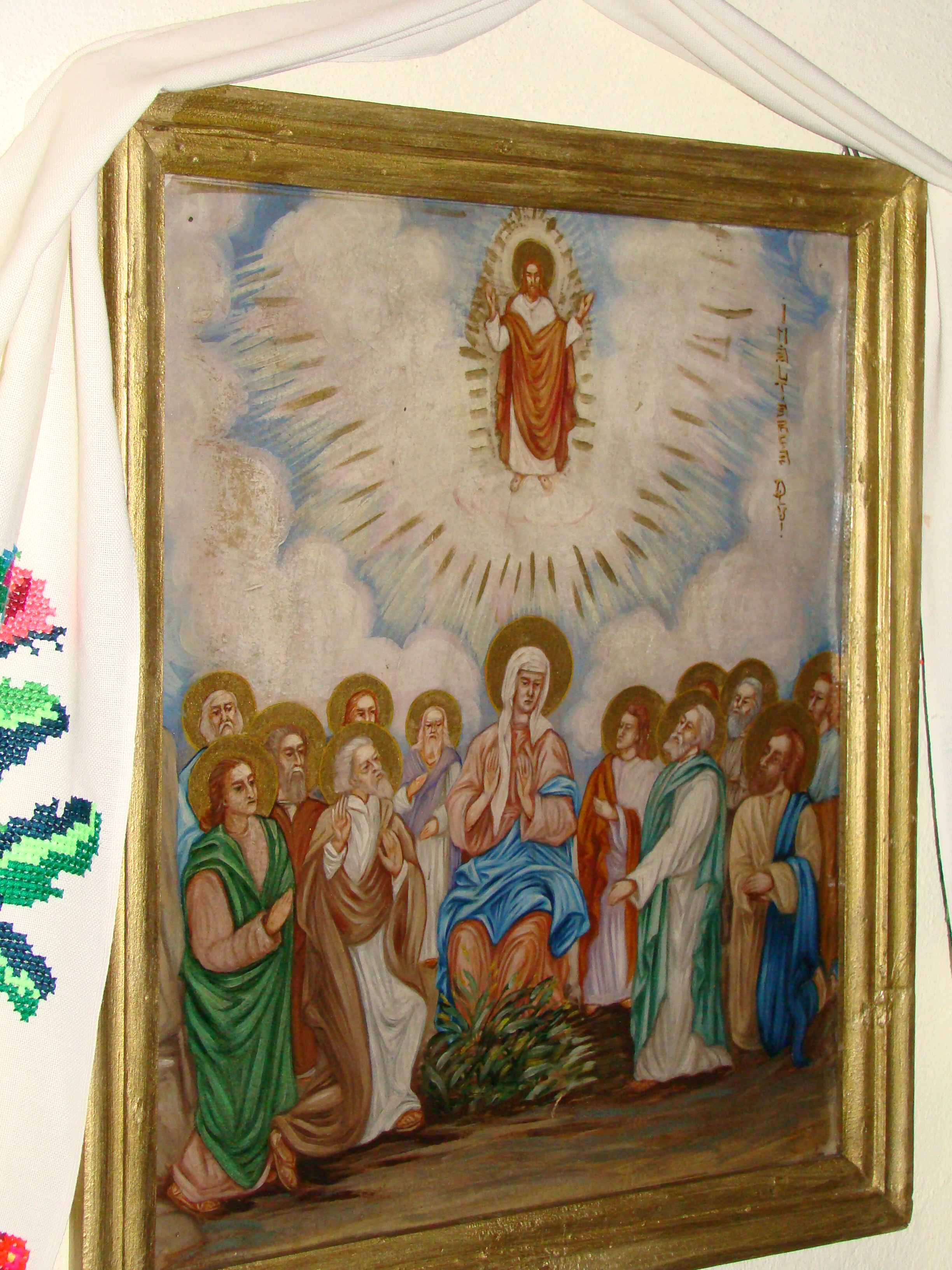
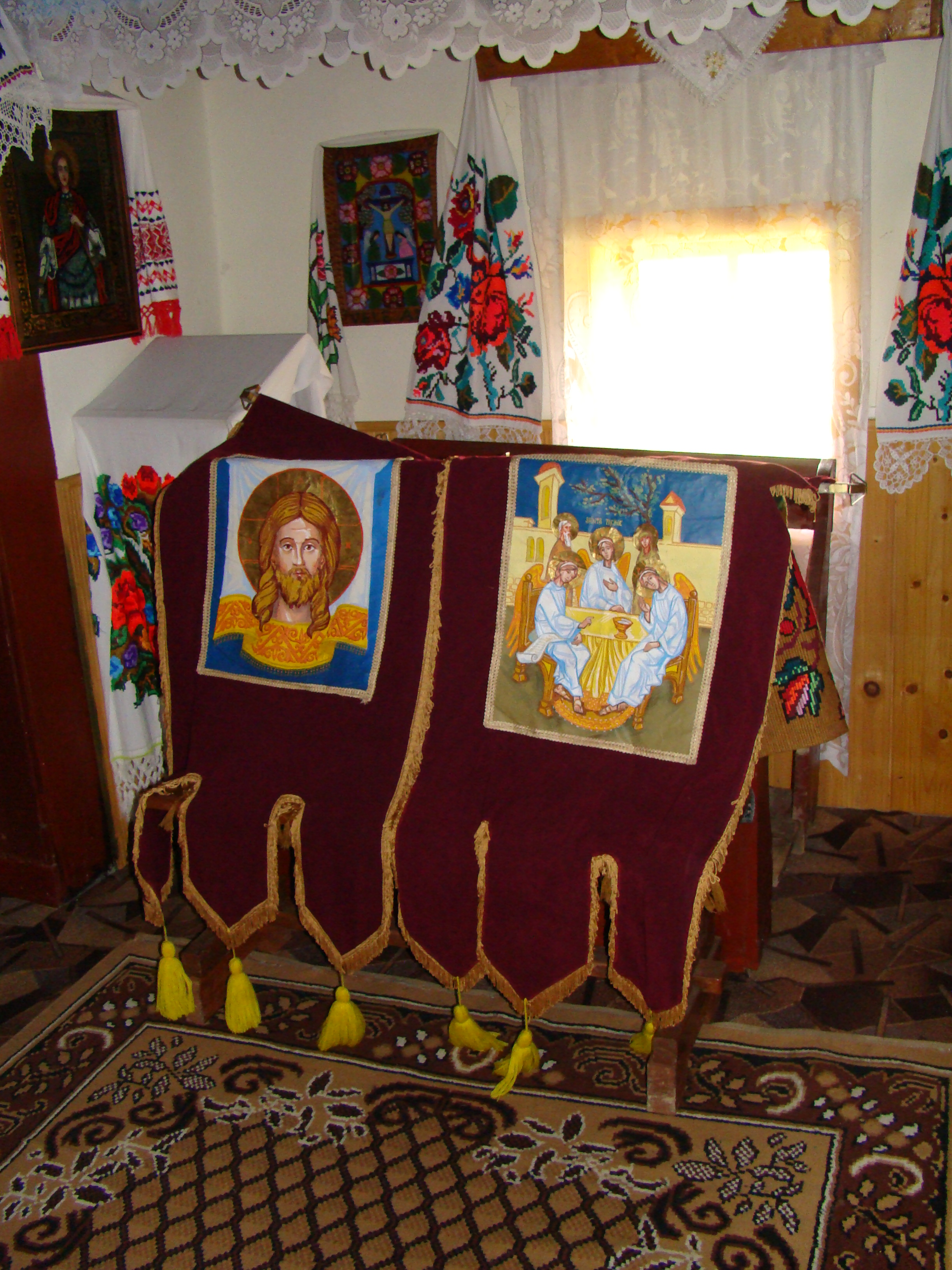
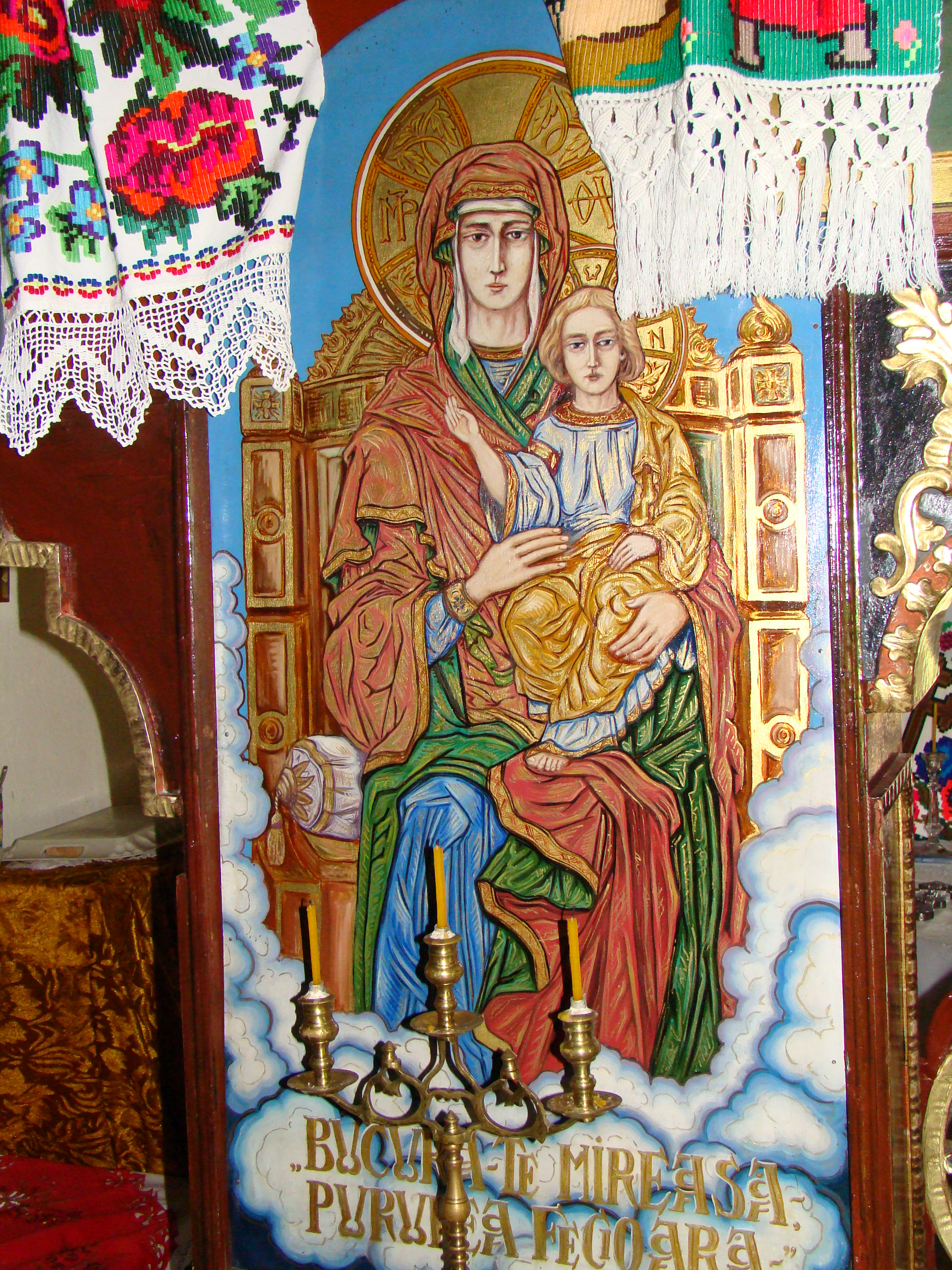
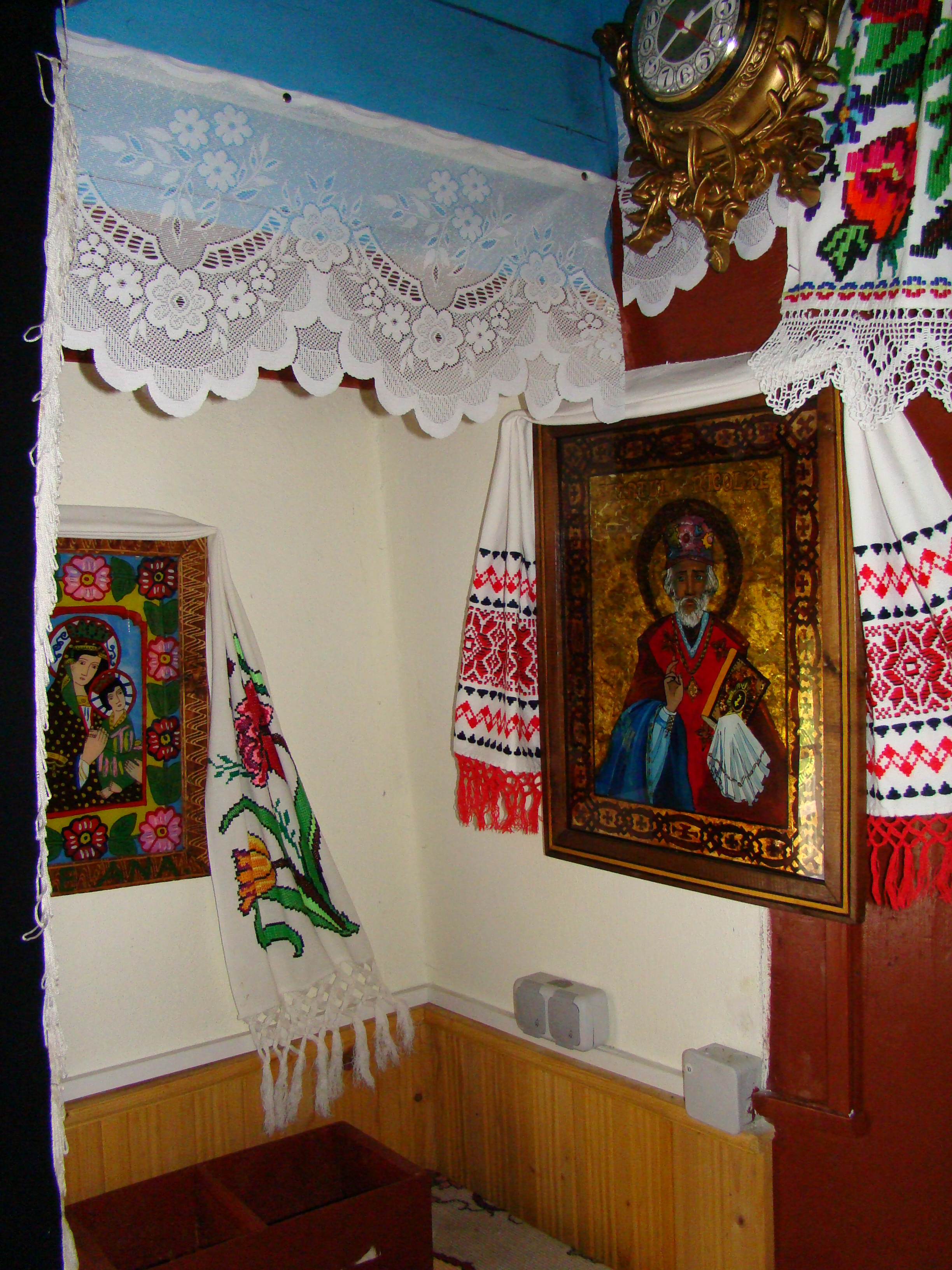
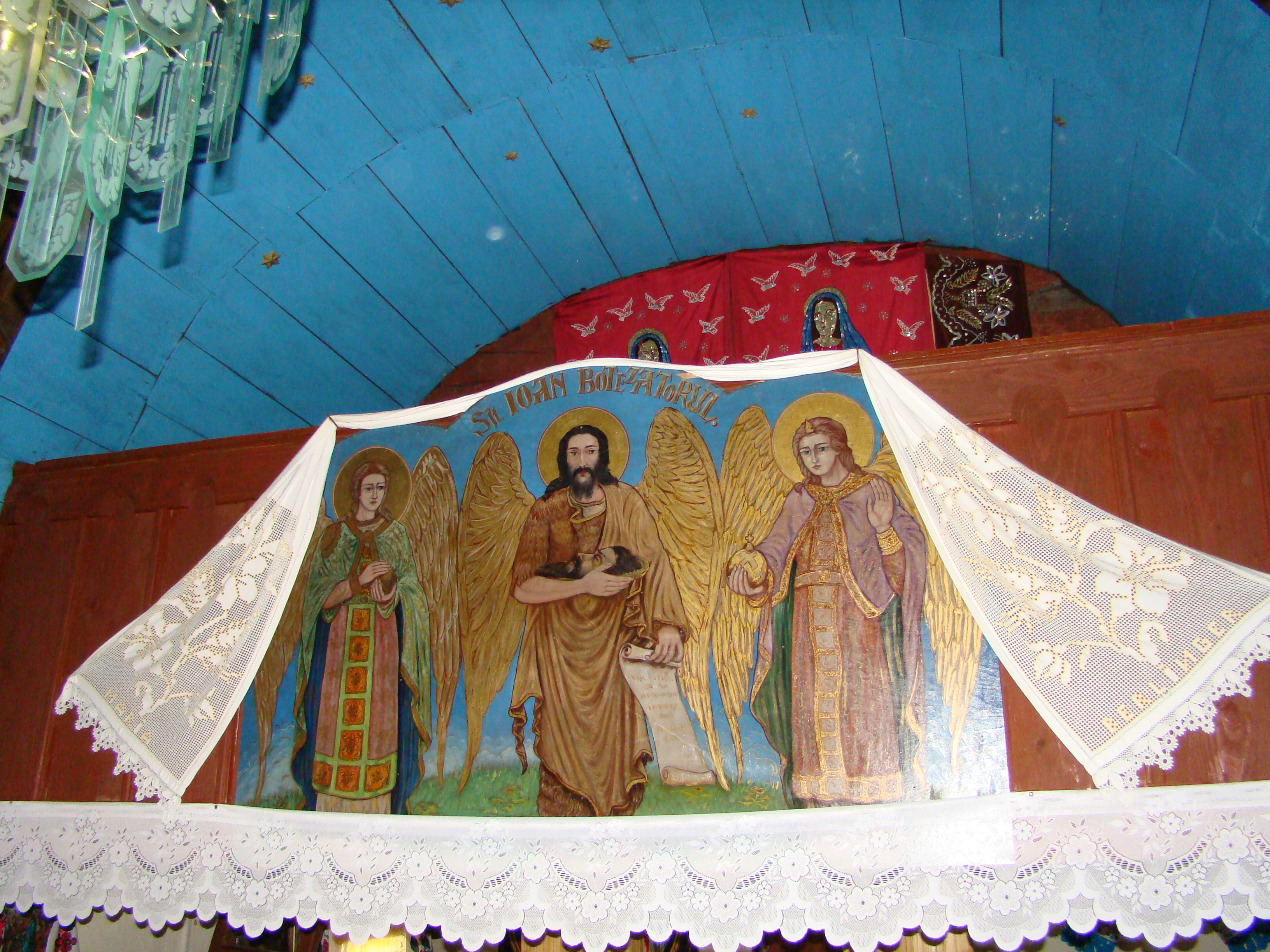
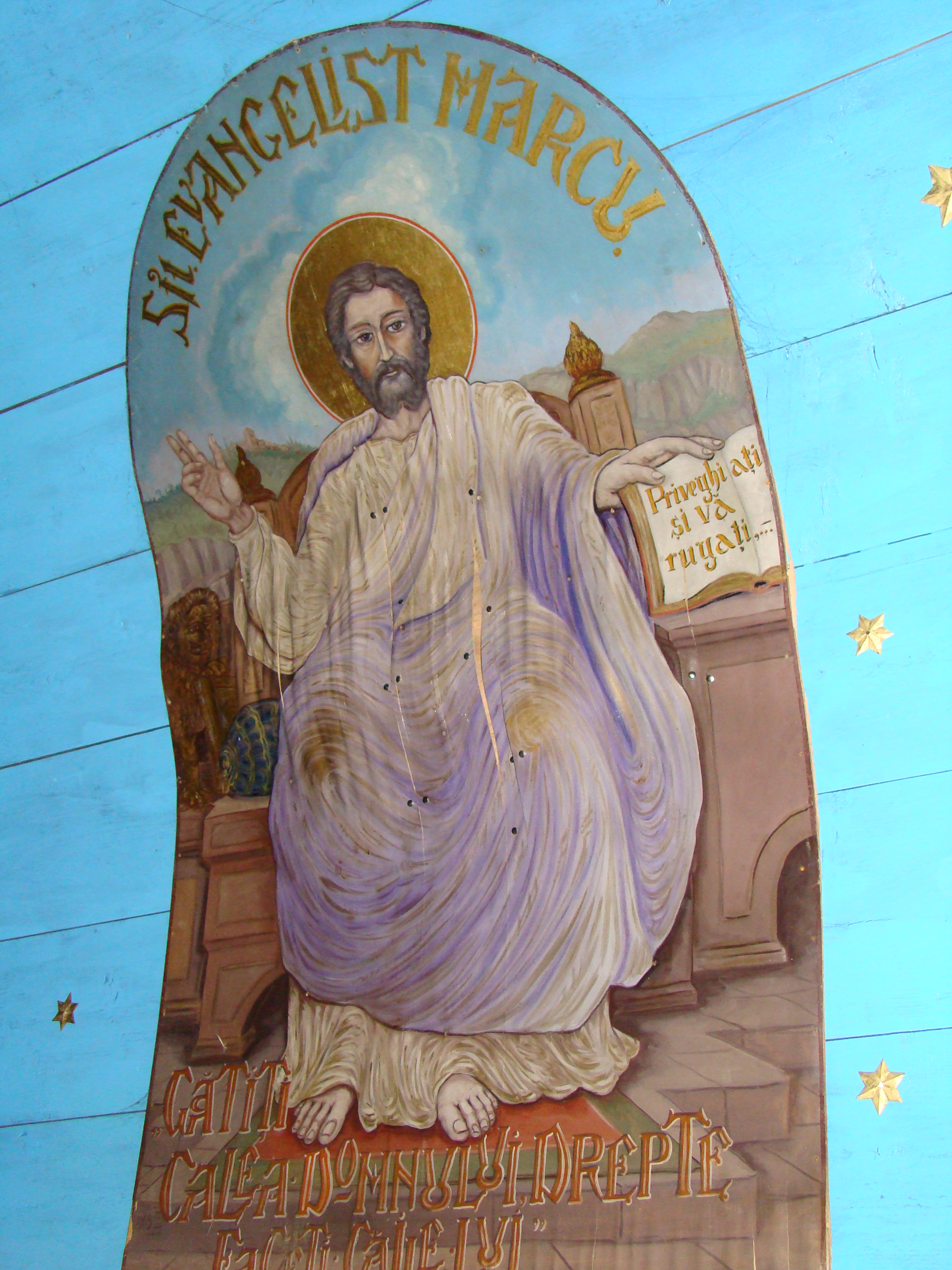
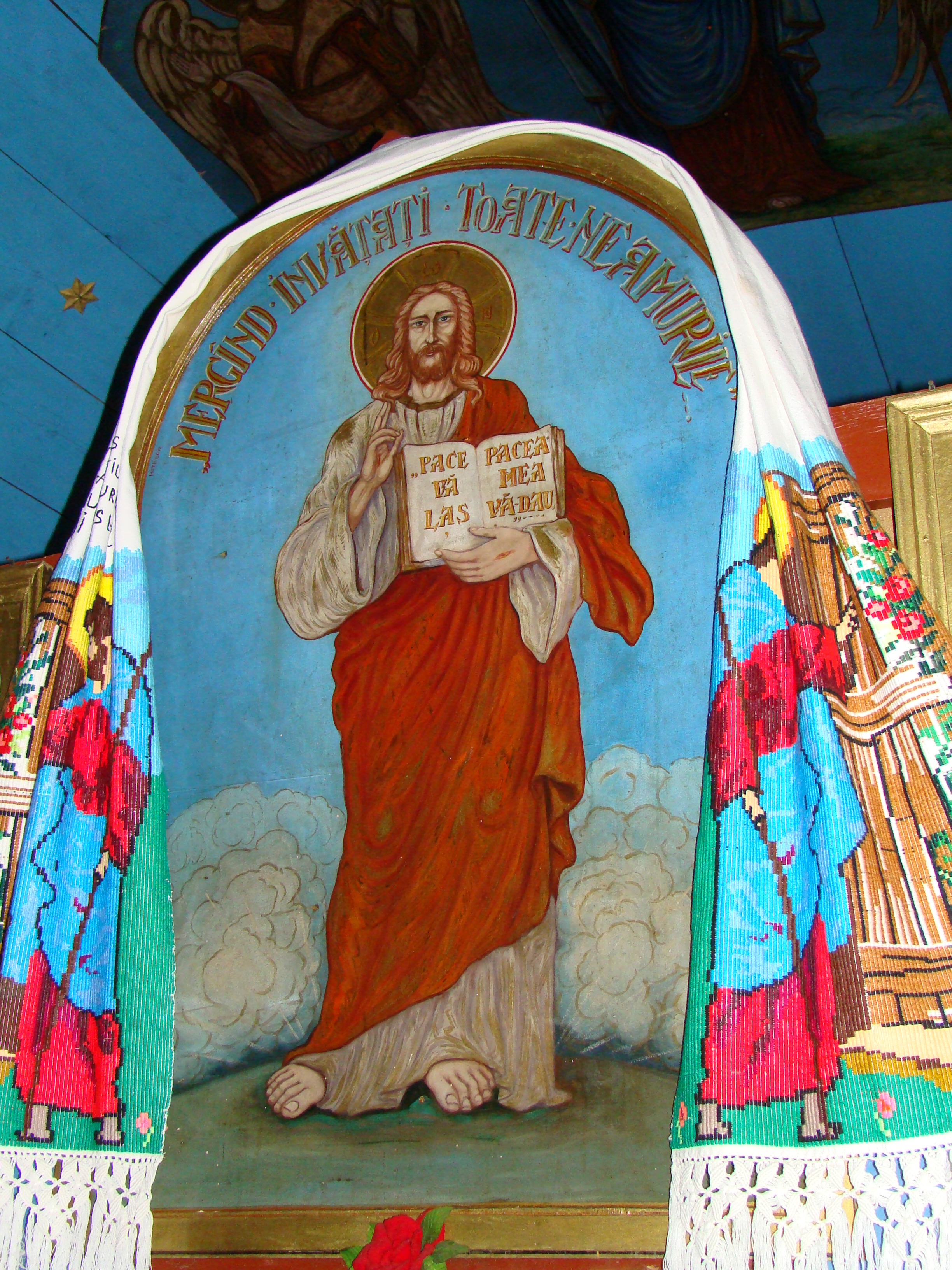
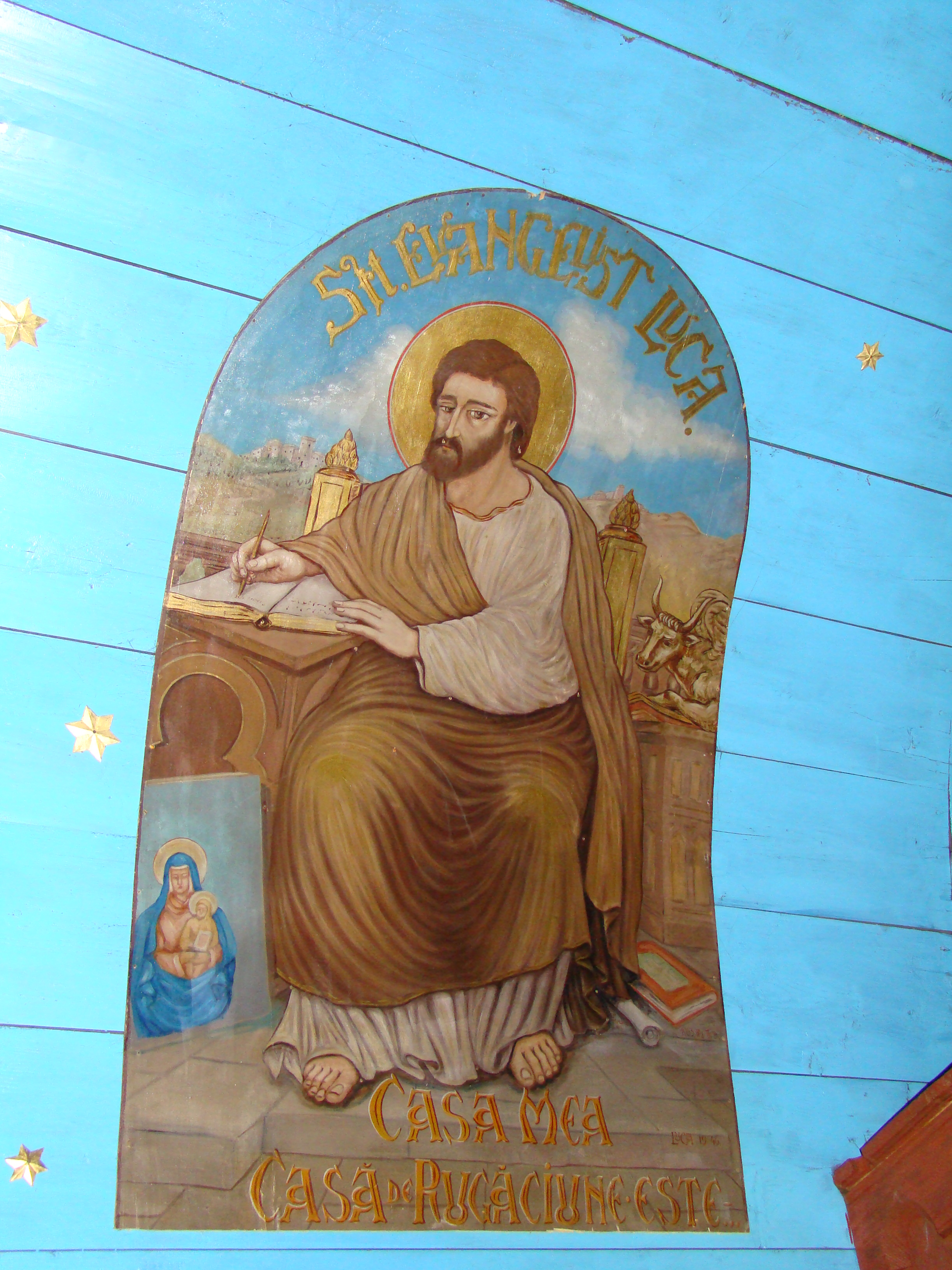
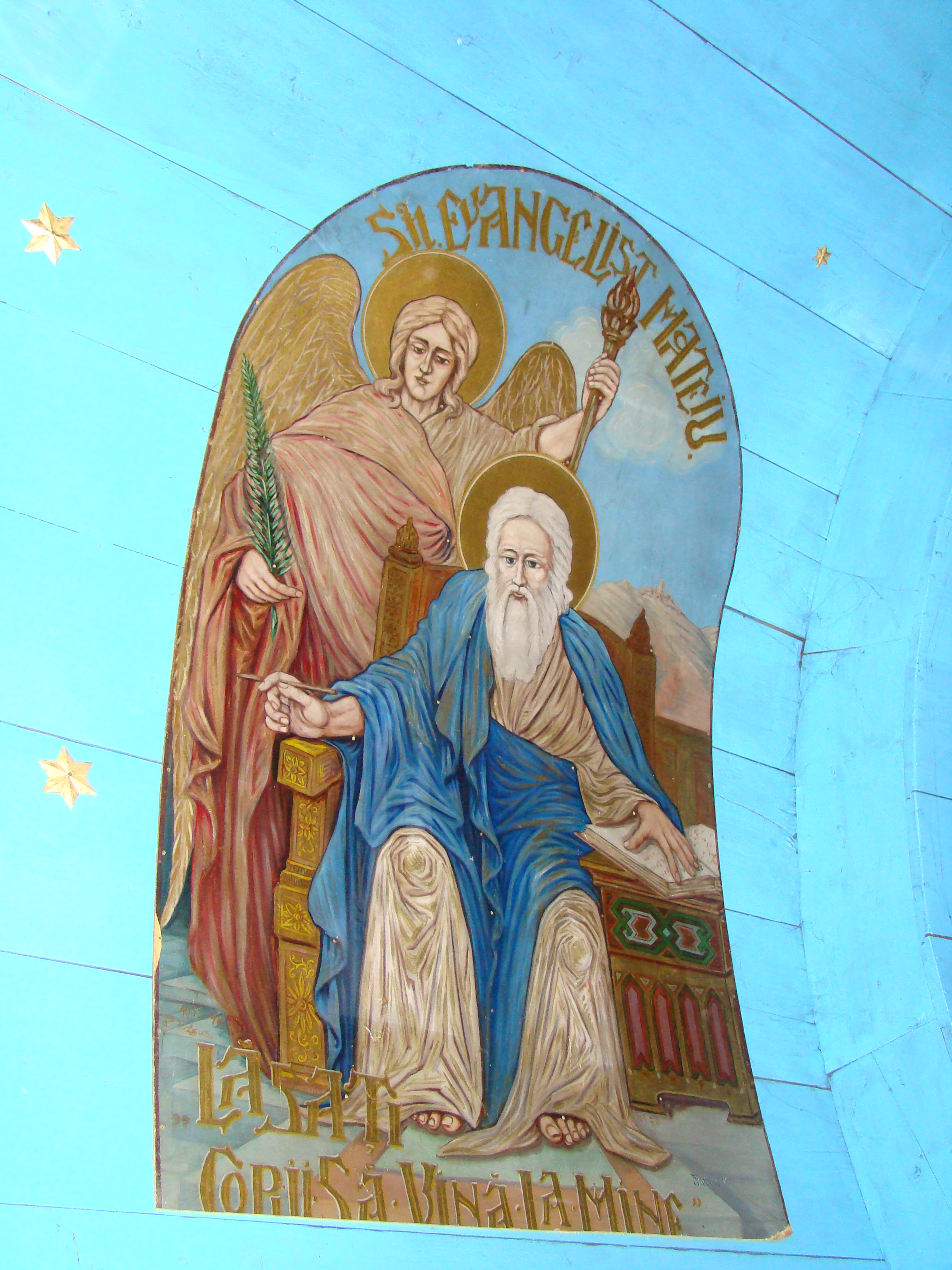
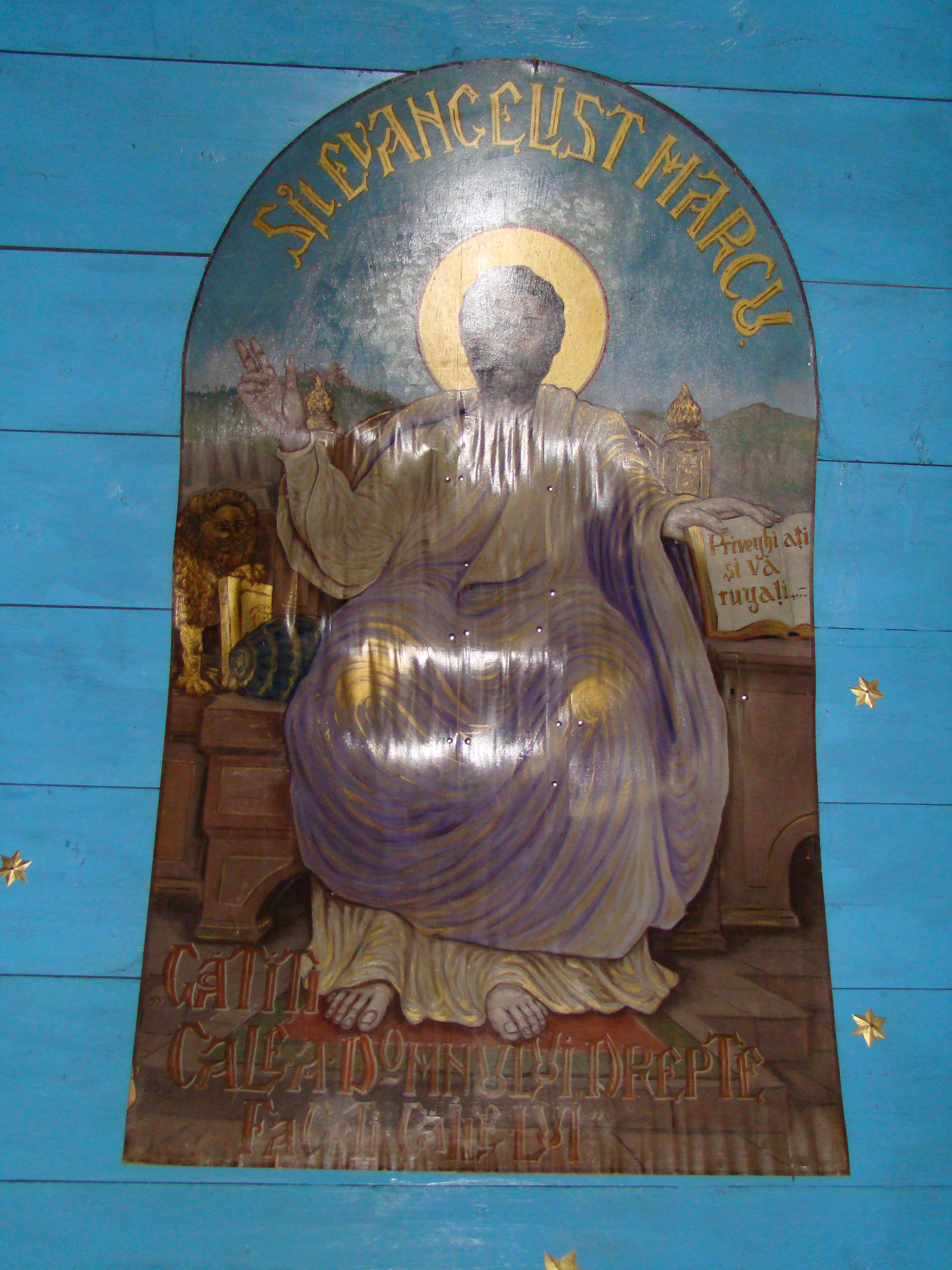
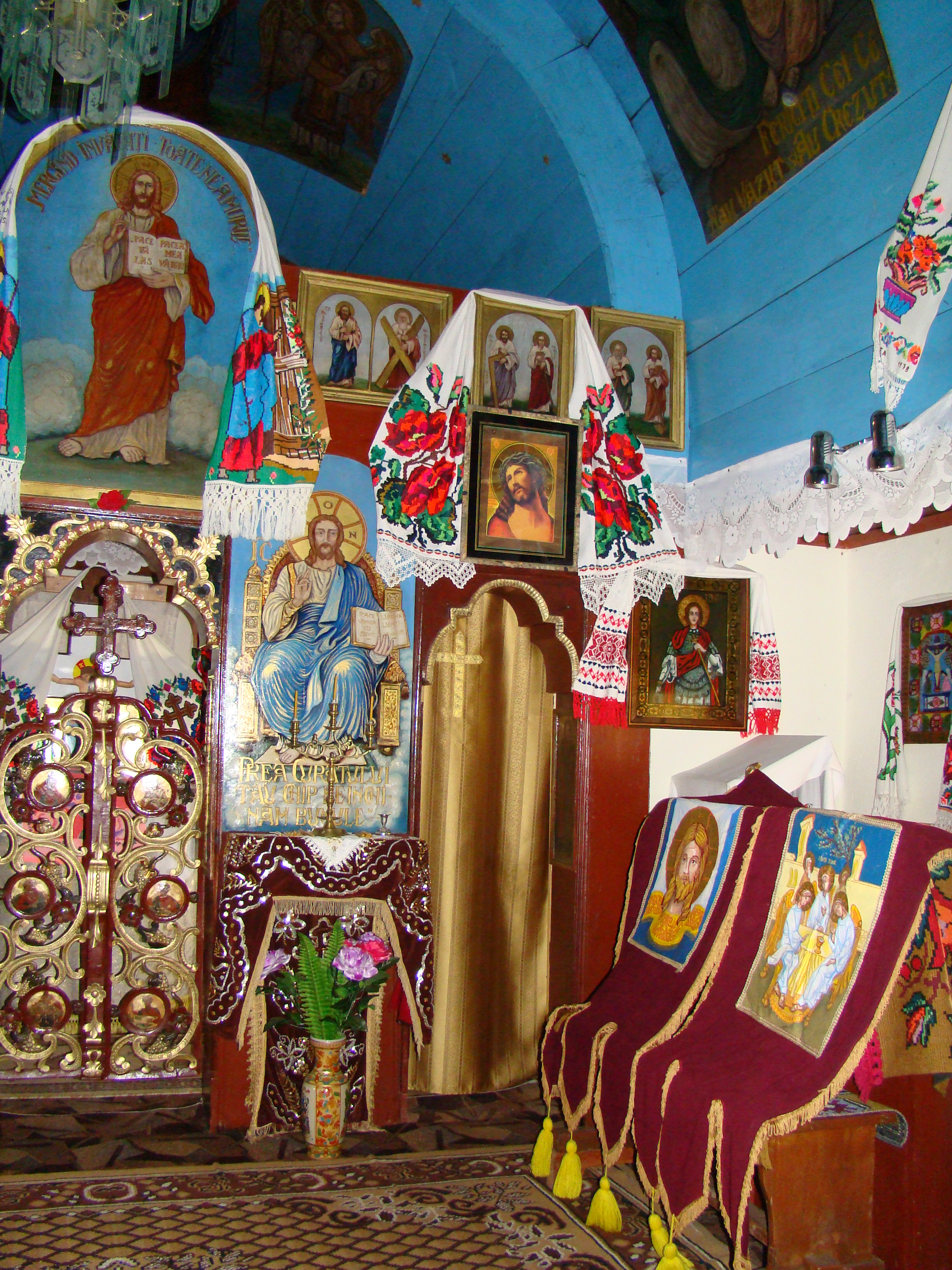
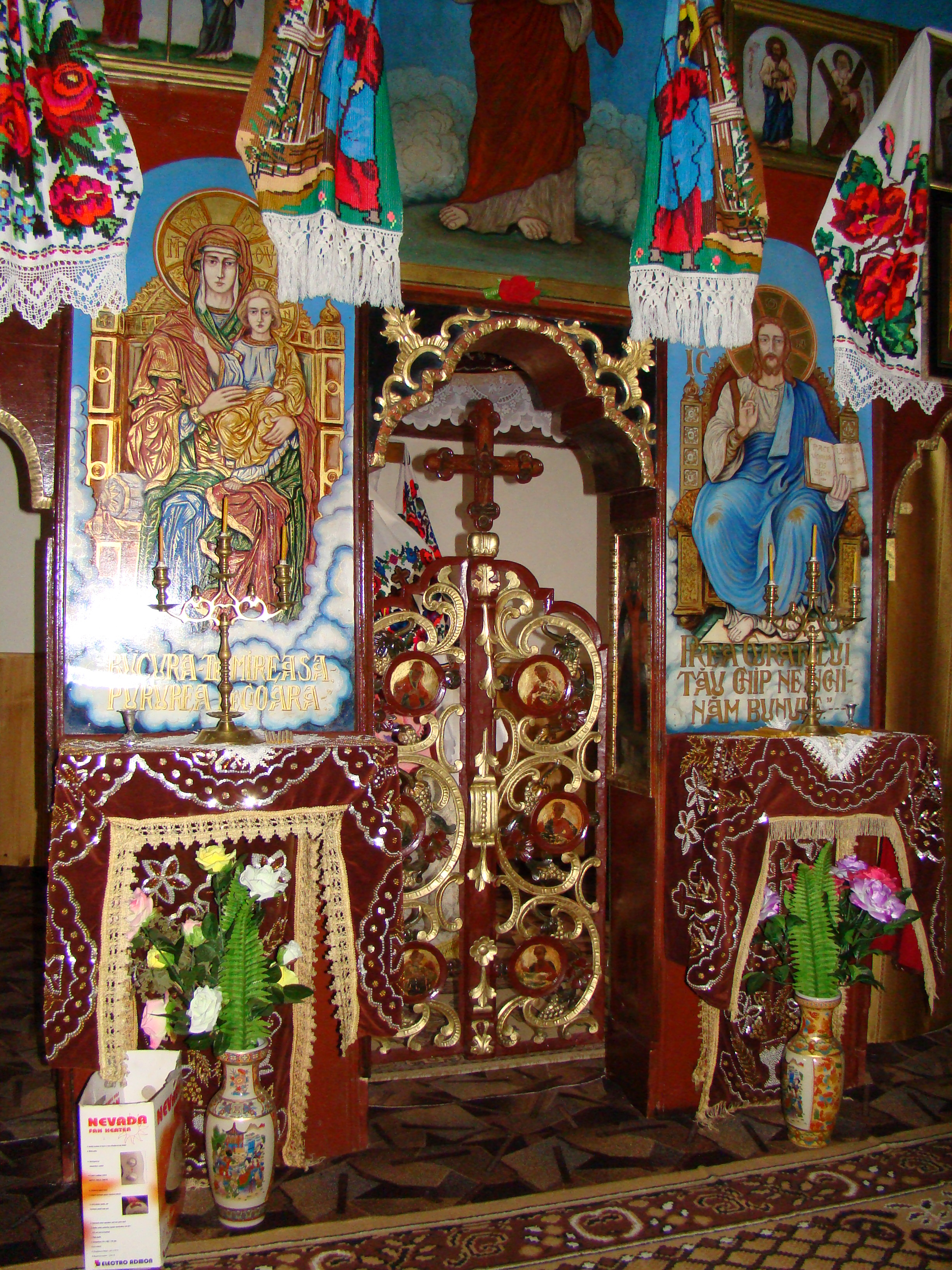
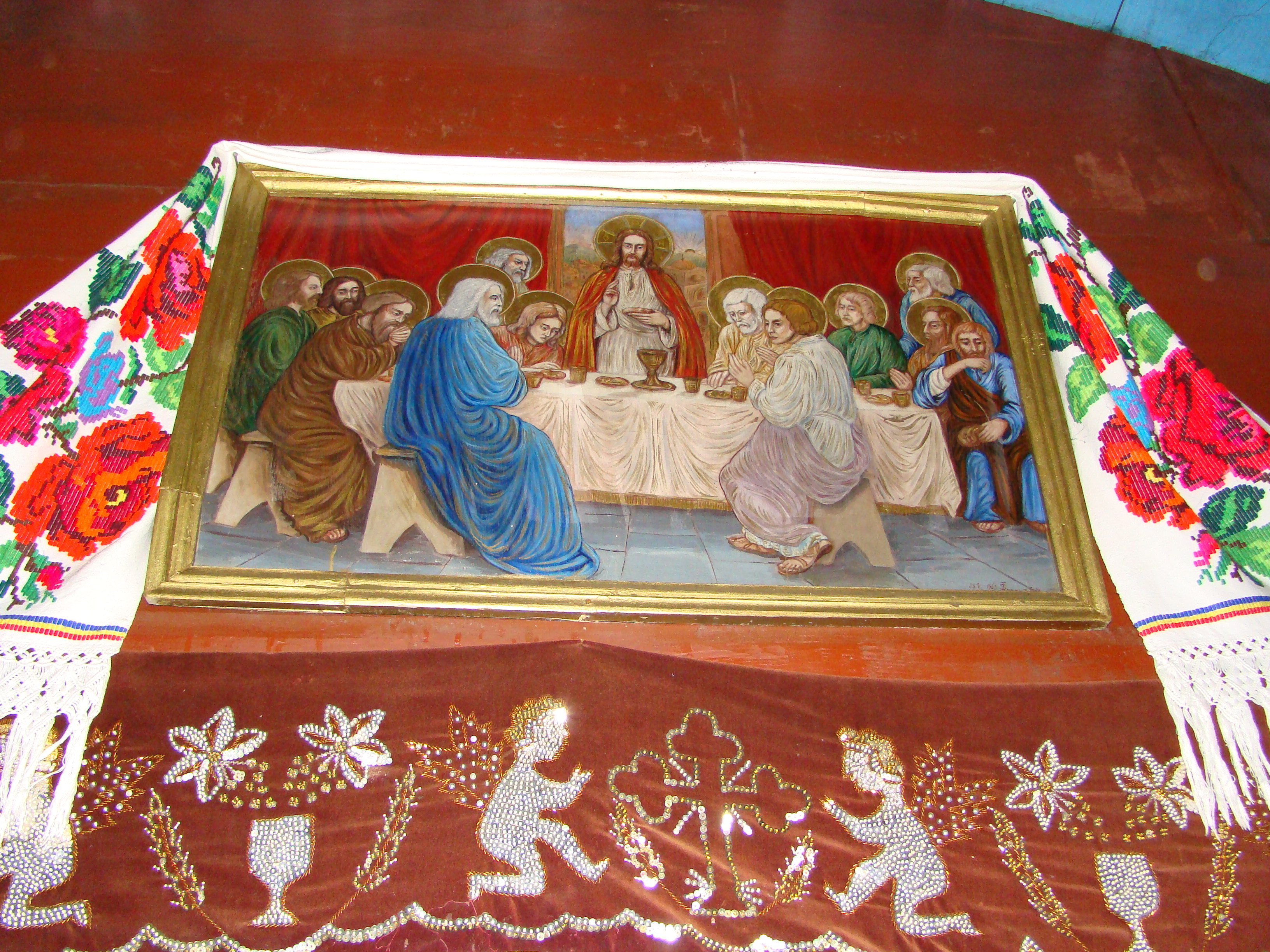
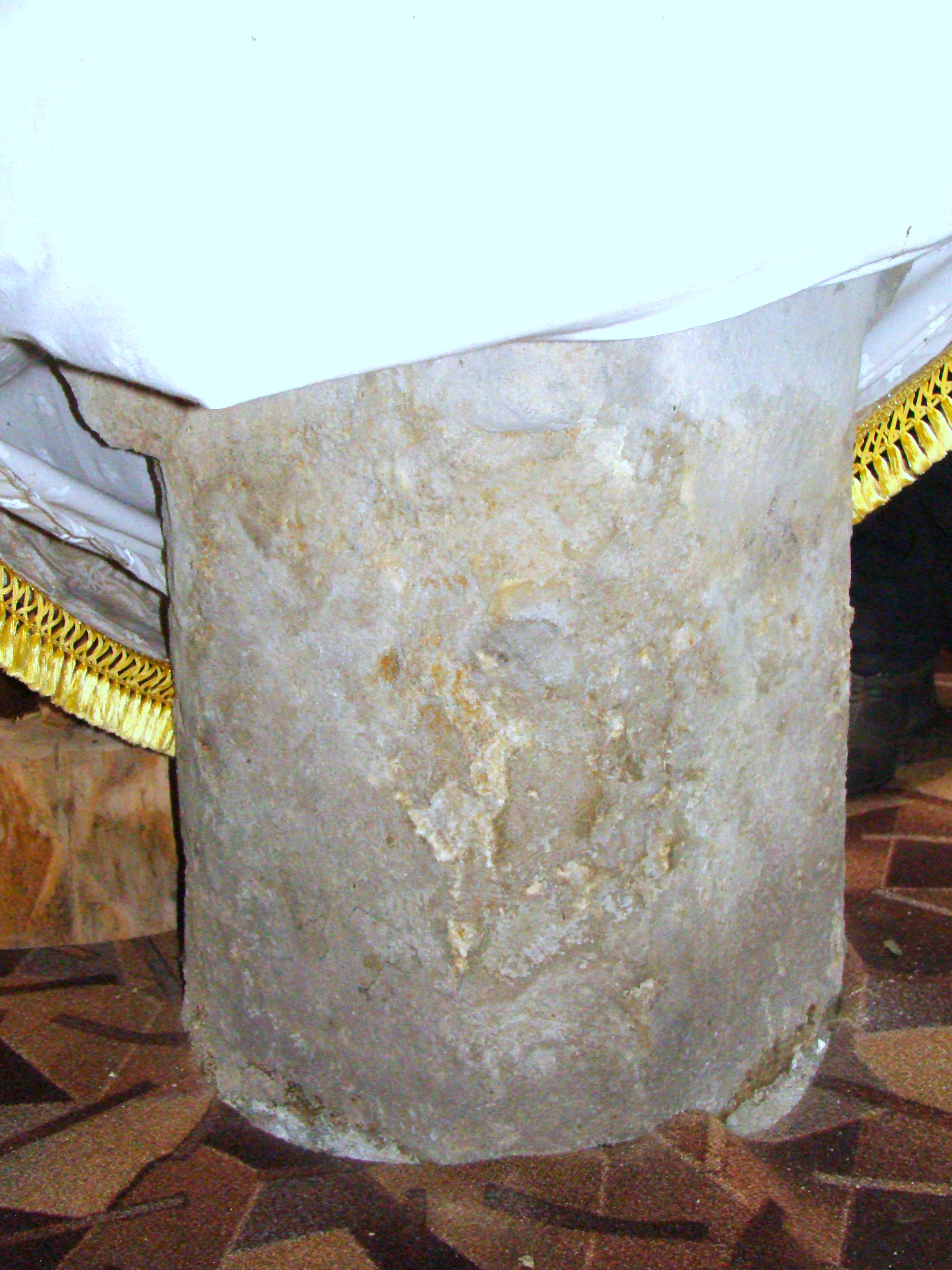
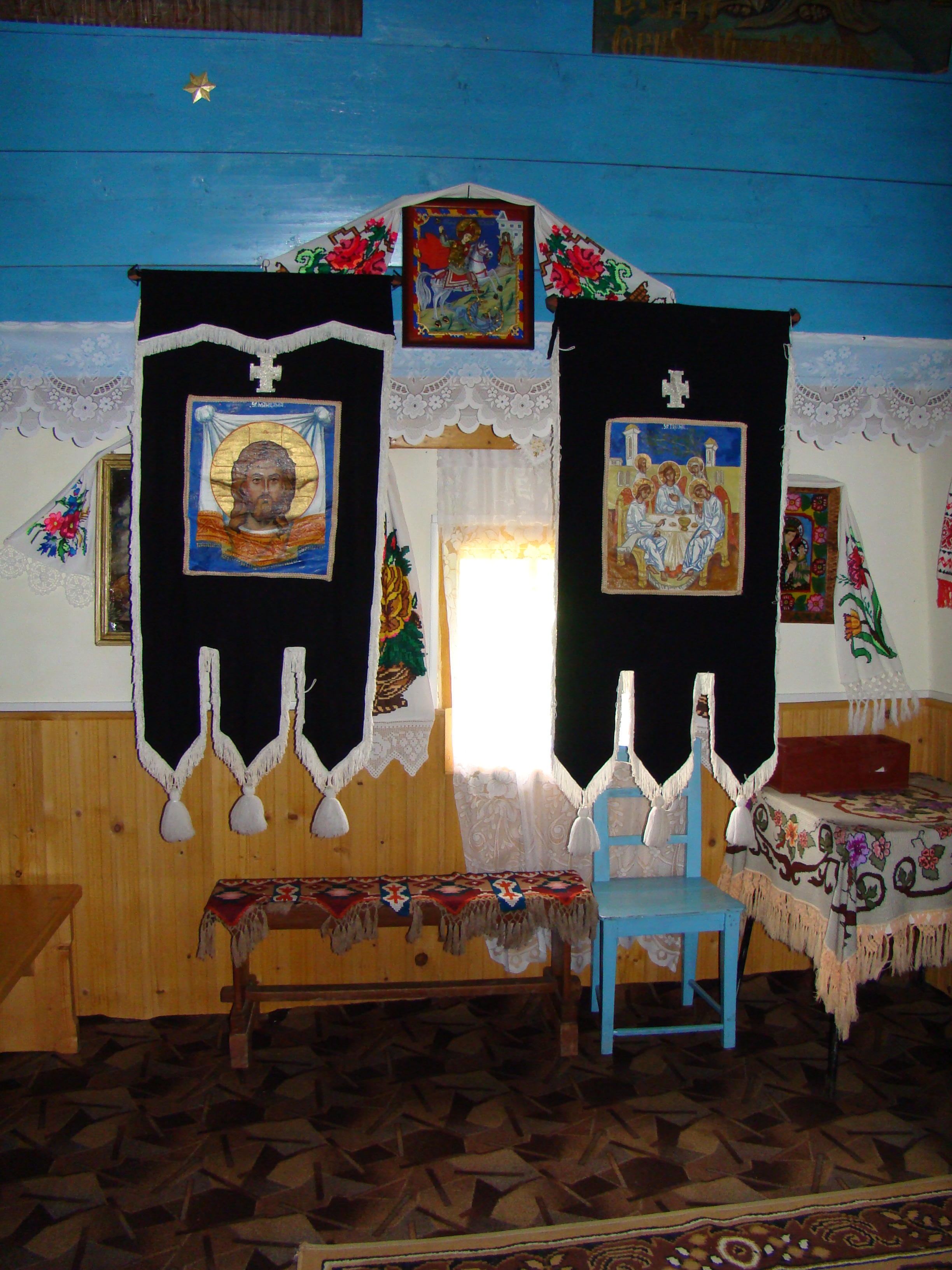